# 832-й отдельный разведывательный артиллерийский дивизион
832-й отдельный армейский разведывательный артиллерийский дивизион Резерва Главного Командования — воинское формирование Вооружённых Сил СССР, принимавшее участие в Великой Отечественной войне.
Сокращённое наименование — 832-й оарадн РГК.

## История
Сформирован на базе радн 613 аап (Приказ НКО СССР № 0293 от 19 апреля 1942 года "Об изменении штатов артиллерийских частей ") 3-й ударной армии Калининского фронта.
В действующей армии с 25.04.1942 по 10.06.1944.
В ходе Великой Отечественной войны вёл артиллерийскую разведку в интересах артиллерии соединений 3-й ударной армии Калининского и 2-го Прибалтийского фронтов.
10 июня 1944 года в соответствии с приказом НКО СССР от 16 мая 1944 года №0019 «Об усилении армий артиллерийскими средствами контрбатарейной борьбы», директивы заместителя начальника Генерального штаба РККА от 22 мая 1944 г. №ОРГ-2/476, приказа по артиллерии 3-й ударной армии № 080 от 1 июня 1944 года 832-й орадн обращён на формирование 136-й пабр 3-й уд. армии..

## Состав
до октября 1943 года
- Штаб
- Хозяйственная часть
- батарея звуковой разведки (БЗР)
- батарея топогеодезической разведки (БТР)
- взвод оптической разведки (ВЗОР)
- фотограмметрический взвод (ФГВ)
- артиллерийский метеорологический взвод (АМВ) (в январе 1943 года передан в штабную батарею УКАРТ армии)
- хозяйственный взвод

с октября 1943 года
- Штаб
- Хозяйственная часть
- 1-я батарея звуковой разведки (1-я БЗР)
- 2-я батарея звуковой разведки (2-я БЗР)
- батарея топогеодезической разведки (БТР)
- взвод оптической разведки (ВЗОР)
- фотограмметрический взвод (ФГВ)
- хозяйственный взвод

## Подчинение
| Дата                 | Фронт                   | Армия         | Корпус | Дивизия | Бригада | Примечания |
| -------------------- | ----------------------- | ------------- | ------ | ------- | ------- | ---------- |
| 25.04.42 -20.10.43г. | Калининский фронт       | 3-я уд. армия | -      | -       | -       | -          |
| 20.10.43 -10.06.44г  | 2-й Прибалтийский фронт | 3-я уд. армия | -      | -       | -       | -          |

## Командование дивизиона
Командир дивизиона
- ст. лейтенант Пшеченко Евгений Фёдорович
- майор Иванов В.
- гв. капитан Зайцев
- майор Максимов Николай Андреевич

Заместитель командира дивизиона
- капитан Третьяк Василий Григорьевич

Начальник штаба дивизиона
- капитан Иванов Николай Дмитриевич
- капитан Лукашевич Константин Константинович

Военный комиссар дивизиона
- батальонный комиссар Трубицын Василий Васильевич

Помощник начальника штаба дивизиона
- ст. лейтенант Мельников Павел Петрович

Помощник командира дивизиона по снабжению
- майор и/c Константинов Петр Игнатьевич
- капитан и/c Белянкин Александр Алексеевич

## Командиры подразделений дивизиона
Командир  БЗР(до октября 1943 года)
- ст. лейтенант Ростовцев Владимир Васильевич

Командир 1-й БЗР
- ст. лейтенант Доброхотов Михаил Николаевич
- ст. лейтенант, капитан Арсеньев Павел Арсеньевич

Командир 2-й БЗР
- капитан Ростовцев Владимир Васильевич

Командир БТР
- ст. лейтенант, капитан Иванов Николай Дмитриевич

Командир ВЗОР
- ст. лейтенант Арсеньев Павел Арсеньевич
- лейтенант Пожилов Михаил Фёдорович

Командир ФГВ
- лейтенант Кошолап Карп Евстрапьевич

Командир АМВ